# Aeródromo Ice Runway

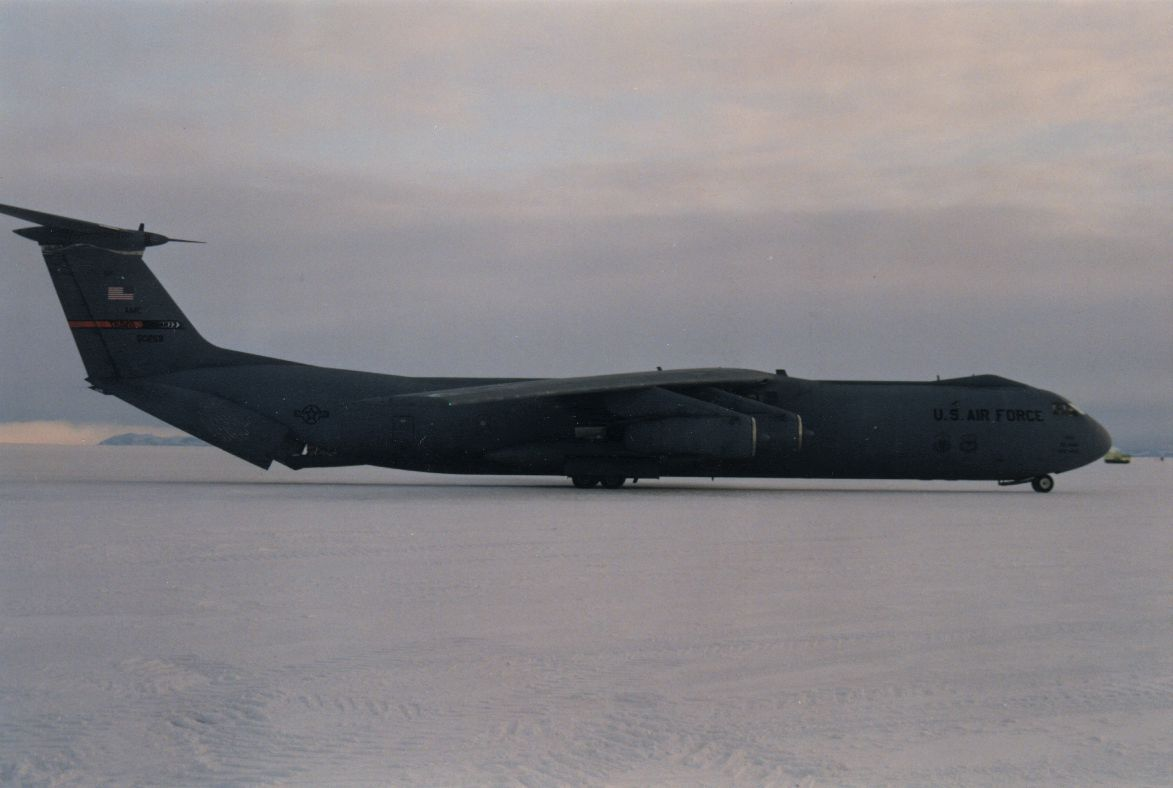
C-141 Starlifter sobre la pista de hielo cerca de la Base McMurdo en 1996.

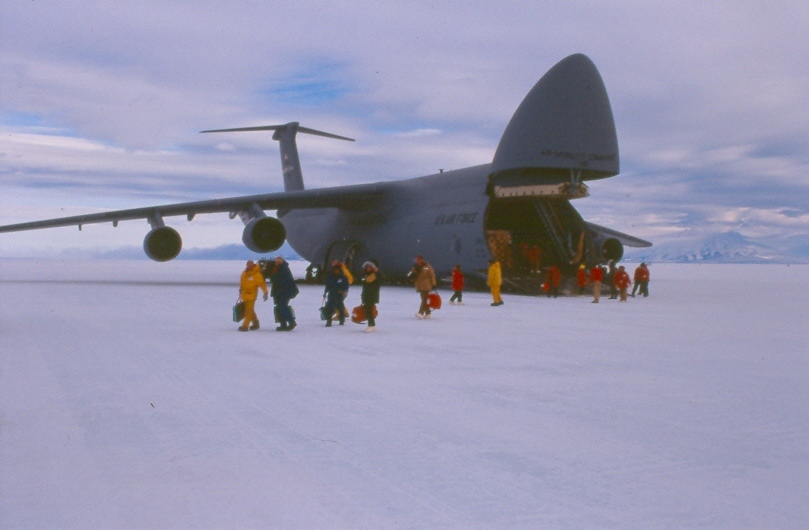
C-5 Galaxy en Ice Runway en 1999.

El Aeródromo Ice Runway (ICAO: NZIR) (en inglés: Ice Runway, que se traduce como pista de hielo) es el principal aeródromo del Programa Antártico de los Estados Unidos durante el verano antártico debido a su proximidad a la Base McMurdo. Los otros dos aeródromos en el área son: con pista de nieve el Campo Williams (ICAO: NZWD) y con pista de hielo blanco el Campo Pegasus (ICAO: NZPG).
Sus pistas pueden ser utilizadas por aviones con ruedas, entre los cuales: Lockheed C-5 Galaxy, Lockheed C-141 Starlifter, Boeing C-17 Globemaster III, Lockheed C-130 Hercules y Lockheed P-3 Orion. En la temporada de verano 2009-2010 la Real Fuerza Aérea de Nueva Zelanda utilizó un modificado Boeing 757. La intención es usar el Boeing 757 para el transporte de pasajeros liberando así la capacidad de los C17 para espacio de carga.
La pista de aterrizaje anual en el hielo marino para los aviones con ruedas se construye al inicio de cada temporada y se utiliza hasta principios de diciembre, cuando comienza a romperse el hielo marino. Posteriormente las operaciones de vuelo se trasladan de nuevo al Campo Williams. Los pilotos que aterrizan aviones de carga C-17 Globemaster III informan que la pista de hielo marino tiene una superficie estable, no muy diferente del aterrizaje en el concreto. Sin embargo, la similitud con las bases terrestres termina cuando la aeronave a chorro intenta detenerse. Las casi 450 000 libras de peso del avión, incluida la carga y los pasajeros, hace que se hunda en el hielo, aunque sólo sea una cuestión de centímetros. Una luz láser es fijada en el avión para medir la tasa de hundimiento. 